# Fascio Sportivo Savoia 1930-1931
Questa voce raccoglie le informazioni riguardanti il Savoia nelle competizioni ufficiali della stagione 1930-1931.

## Stagione

L'undici vittorioso della stagione 1929-1930.

La stagione 1930-1931 è l'11ª stagione sportiva del Savoia.
Dopo la vittoria nel campionato di Terza Divisione con la conquista del titolo di campione campano, il Savoia viene promosso in Prima Divisione dalla FIGC per meriti sportivi (finalissima scudetto del 1924 contro il Genoa).
Il club cresciuto anche dal punto di vista economico con l'ingresso di nuovi soci, vede alla presidenza il triumvirato De Nicola-Fabbrocino-Gallo, affiancati da dirigenti come Raffaele Di Giorgio. La panchina viene affidata all'allenatore ungherese Lishtblau.
Della squadra vittoriosa l'anno precedente, restano in quattro: il portiere Ammendola, Oropallo, il veloce Albergatore e il motorino Garofalo. Grazie al direttore sportivo Salvatore Crispino, fanno ritorno i migliori calciatori indigeni: i tre fratelli Giraud Raffaele, Michele e Giovanni, i fratelli Brasile, Mario Orsini, Oscar Cirillo e Pasquale De Nicola.
Il Campo Formisano viene risistemato per l'occasione, dalla tribuna in legno al terreno di gioco, che viene allargato ed ulteriormente spianato, recintato con una robusta rete dalle Ferriere del Vesuvio.
In un campionato privo di retrocessioni, il Savoia arriva ultimo, raccogliendo appena quattro vittorie e cinque pareggi in 22 partite.

## Divise
Da questo campionato, sulle maglie del Savoia, il classico scudo sabaudo è affiancato dai simboli del fascismo, ed il club diventa Fascio Sportivo.
| Casa |

## Organigramma societario
Area direttiva
- Presidente:  Francesco De Nicola -  Pasquale Fabbrocino -  Alfredo Gallo
- Dirigenti: Raffaele Di Giorgio, Angelo Guidone, Ruggiero, Modugno, Franco Pierro, Raffaele Pierro, Mario De Gennaro, Antonio Save

Area tecnica
- Allenatore:  Lishtblau

## Rosa
| N. |                   | Ruolo | Calciatore            |
| -- | ----------------- | ----- | --------------------- |
|    | Italia (bandiera) | P     | Ferdinando Ammendola  |
|    | Italia (bandiera) | P     | Luigi Ariante         |
|    | Italia (bandiera) | P     | Mario Bina            |
|    | Italia (bandiera) | D     | Michele Giraud II     |
|    | Italia (bandiera) | C     | Oscar Cirillo         |
|    | Italia (bandiera) | C     | Raffaele Giraud I     |
|    | Italia (bandiera) | C     | Mario Orsini          |
|    | Italia (bandiera) | A     | Giovanni Giraud III   |
|    | Italia (bandiera) |       | Innocenzo Albergatore |
|    | Italia (bandiera) |       | Mario Brasile I       |

| N. |                   | Ruolo | Calciatore          |
| -- | ----------------- | ----- | ------------------- |
|    | Italia (bandiera) |       | Vincenzo Brasile II |
|    | Italia (bandiera) |       | Antonio Coppola     |
|    | Italia (bandiera) |       | Pasquale De Nicola  |
|    | Italia (bandiera) |       | Giuseppe Garofalo   |
|    | Italia (bandiera) |       | Carlo Ippolito      |
|    | Italia (bandiera) |       | Salvatore Maresca   |
|    | Italia (bandiera) |       | Vincenzo Oropallo   |
|    | Italia (bandiera) |       | Giordano Udovicich  |
|    | Italia (bandiera) |       | Vinci               |

## Calciomercato
| Acquisti | Acquisti        | Acquisti | Acquisti   |
| R.       | Nome            | da       | Modalità   |
| -------- | --------------- | -------- | ---------- |
| D        | Michele Giraud  | Vomero   | definitivo |
| C        | Oscar Cirillo   | Vomero   | definitivo |
| C        | Raffaele Giraud | Cagliari | definitivo |
| C        | Giovanni Giraud | Vomero   | definitivo |
| C        | Mario Orsini    | Vomero   | definitivo |

| Cessioni | Cessioni           | Cessioni | Cessioni   |
| R.       | Nome               | a        | Modalità   |
| -------- | ------------------ | -------- | ---------- |
|          | D'Avanzo           |          | definitivo |
|          | Gennaro Esposito   |          | definitivo |
|          | Gennaro Fabbrocino |          | definitivo |
|          | Giuseppe Garofalo  |          | definitivo |
|          | Guida              |          | definitivo |
|          | Iacomino           |          | definitivo |
|          | Biagio Martire     |          | definitivo |
|          | Molluso            |          | definitivo |
|          | Palladino          |          | definitivo |
|          | Roma               |          | definitivo |
|          | Romano             |          | definitivo |

## Risultati

### Prima Divisione

#### Girone di andata
| Torre Annunziata 28 settembre 1930 1ª giornata | Savoia | 1 – 2 | Messina | Campo Formisano |

| Arbitro: | Fornarelli (Bari) |

|                       |           |               |
| Gorini 3’ Saviano 49’ | Marcatori | 26’ Brasile I |

| Arbitro: | Dattilo (Roma) |

|                            |           |  |
| Giraud III 6’ Garofalo 84’ | Marcatori |  |

| Arbitro: | Ciccio |

|           |           |              |
| Glovi 49’ | Marcatori | 35’ Garofalo |

| Arbitro: | Fornarelli (Bari) |

|                                     |           |  |
| Camussi 28’ Dossena 30’ Bertini 70’ | Marcatori |  |

| Arbitro: | Garbieri |

|               |           |             |
| De Nicola 15’ | Marcatori | 56’ Alvarez |

| Salerno 9 novembre 1930 7ª giornata                        | Salernitana | 2 – 0 referto | Savoia | Campo di Piazza d'Armi |
| \| \| \| \| \| Brioschi 5’ Adinolfi 25’ \| Marcatori \| \| |             |               |        |                        |
|                                                            |             |               |        |                        |
| Brioschi 5’ Adinolfi 25’                                   | Marcatori   |               |        |                        |

| Torre Annunziata 16 novembre 1930 8ª giornata                | Savoia    | 1 – 1       | Cosenza | Campo Formisano |
| \| \| \| \| \| Brasile II 24’ \| Marcatori \| 26’ Zuccaro \| |           |             |         |                 |
|                                                              |           |             |         |                 |
| Brasile II 24’                                               | Marcatori | 26’ Zuccaro |         |                 |

| Arbitro: | Mannerucci (Bari) |

|                |           |                        |
| Colombetti 28’ | Marcatori | 53’, 57’, 62’ Oropallo |

| Arbitro: | Turbiani (Ferrara) |

|                             |           |                                      |
| Giraud III 19’ Garofalo 90’ | Marcatori | 8’, 77’ Vigna 17’ Gariglio 61’ Ghisi |

| Angri 7 dicembre 1930 11ª giornata | Cotoniere Angri | 3 – 1 | Savoia | Stadio del Littorio |

#### Girone di ritorno
| Arbitro: | Salvadori |

|                              |           |  |
| Lo Schiavo 26’ Fidomanzo 39’ | Marcatori |  |

| Arbitro: | Bò (Genova) |

|                |           |           |
| Giraud III 85’ | Marcatori | 7’ Kippel |

| Catania 18 gennaio 1931 14ª giornata                                 | Catania   | 3 – 0 | Savoia | Campo dei cent'anni |
| \| \| \| \| \| Pagliaro 7’ Borasi 24’ Bertola 77’ \| Marcatori \| \| |           |       |        |                     |
|                                                                      |           |       |        |                     |
| Pagliaro 7’ Borasi 24’ Bertola 77’                                   | Marcatori |       |        |                     |

| Arbitro: | Bertoni (Milano) |

|                                   |           |           |
| Brasile II 10’ Udovicich 53’, 89’ | Marcatori | 90’ Borla |

| Arbitro: | Serio (Palermo) |

|              |           |             |
| Giraud I 90’ | Marcatori | 34’ Bertini |

| Siracusa 15 febbraio 1931 17ª giornata | Syracusae | 3 – 1 | Savoia | Campo Coloniale |

| Torre Annunziata 1º marzo 1931 18ª giornata | Savoia     | 0 – 2 A tavolino referto | Salernitana | Campo Formisano\| Arbitro: \| Bertanelli \| |
| Arbitro:                                    | Bertanelli |                          |             |                                             |

| Cosenza 8 marzo 1931 19ª giornata | Cosenza | 3 – 0 | Savoia | Stadio Città di Cosenza |

| Nocera Inferiore 15 marzo 1931 20ª giornata | Savoia | 0 – 2 A tavolino | Catanzarese |  |

| Arbitro: | Panuzzi |

|                                     |           |              |
| Vigna 31’ Bonivento 78’ Palange 82’ | Marcatori | 80’ Oropallo |

| Arbitro: | Gianni (Pisa) |

|                         |           |  |
| Maresca 21’ Coppola 67’ | Marcatori |  |

## Statistiche
Statistiche aggiornate al 7 aprile 1931.

### Statistiche di squadra
| Competizione    | Punti | In casa | In casa | In casa | In casa | In casa | In casa | In trasferta | In trasferta | In trasferta | In trasferta | In trasferta | In trasferta | Totale | Totale | Totale | Totale | Totale | Totale | DR  |
| Competizione    | Punti | G       | V       | N       | P       | Gf      | Gs      | G            | V            | N            | P            | Gf           | Gs           | G      | V      | N      | P      | Gf     | Gs     | DR  |
| --------------- | ----- | ------- | ------- | ------- | ------- | ------- | ------- | ------------ | ------------ | ------------ | ------------ | ------------ | ------------ | ------ | ------ | ------ | ------ | ------ | ------ | --- |
| Prima Divisione | 12    | 11      | 3       | 4       | 4       | 14      | 15      | 11           | 1            | 1            | 9            | 8            | 26           | 22     | 4      | 5      | 13     | 22     | 41     | -19 |
| Totale          | 12    | 11      | 3       | 4       | 4       | 14      | 15      | 11           | 1            | 1            | 9            | 8            | 26           | 22     | 4      | 5      | 13     | 22     | 41     | -19 |

### Andamento in campionato
| Giornata  | 1 | 2 | 3 | 4 | 5 | 6 | 7 | 8 | 9 | 10 | 11 | 12 | 13 | 14 | 15 | 16 | 17 | 18 | 19 | 20 | 21 | 22 |
| --------- | - | - | - | - | - | - | - | - | - | -- | -- | -- | -- | -- | -- | -- | -- | -- | -- | -- | -- | -- |
| Luogo     | C | T | C | T | T | C | T | C | T | C  | T  | T  | C  | T  | C  | C  | T  | C  | T  | C  | T  | C  |
| Risultato | P | P | V | N | P | N | P | N | V | P  | P  | P  | N  | P  | V  | N  | P  | P  | P  | P  | P  | V  |
| Posizione |   |   |   |   |   |   |   |   |   |    |    |    |    |    |    |    |    |    |    |    |    | 12 |

Legenda:

Luogo: C = Casa; T = Trasferta. Risultato: V = Vittoria; N = Pareggio; P = Sconfitta.

### Statistiche dei giocatori
| Giocatore      | Prima Divisione | Prima Divisione |
| Giocatore      | Presenze        | Reti            |
| -------------- | --------------- | --------------- |
| I. Albergatore | 2               | 0               |
| F. Ammendola   | 6               | -8              |
| L. Ariante     | 4               | -6              |
| M. Bina        | 6               | -9              |
| M. Brasile     | 15              | 1               |
| V. Brasile     | 12              | 2               |
| O. Cirillo     | 13              | 0               |
| A. Coppola     | 7               | 1               |
| P. De Nicola   | 11              | 1               |
| G. Garofalo    | 11              | 3               |
| G. Giraud      | 14              | 3               |
| M. Giraud      | 14              | 0               |
| R. Giraud      | 15              | 1               |
| C. Ippolito    | 6               | 0               |
| S. Maresca     | 3               | 1               |
| V. Oropallo    | 8               | 4               |
| M. Orsini      | 14              | 0               |
| G. Udovicich   | 4               | 2               |
| Vinci          | 1               | 0               |